# Nigidius walterianus
Nigidius walterianus es una especie de coleóptero de la familia Lucanidae.

## Distribución geográfica
Habita en Etiopía.